# 박기환 (1896년)
박기환(朴基煥, 일본식 이름: 松下一晟마쓰시타 잇세이, 1896년 4월 12일 ~ ?)은 일제강점기의 지방행정 관료이다. 본관은 밀양이다.

## 생애
한성부 출신으로 일본어를 공부하여 1911년에 관립한성외국어학교를 졸업했다. 1913년에 판임관견습시험에 합격한 뒤 평안북도 구성군에 발령받아 조선총독부 관리가 되었다.
이어서 구성군 서기에 임명되었고, 약 12년 동안의 관직 생활끝에 1925년에 조선총독부 군수로 승진하였다. 초산군 군수를 거쳐 1928년에는 철산군 군수로 발령받았고, 1931년부터는 위원군 군수를 지냈다.
1935년에 희천군 군수가 되었으며, 이 해에 총독부가 편찬한 《조선공로자명감》에 총 353명의 공로자 중 한 명으로 이름이 수록되었다. 총독부가 시정 25주년을 기념하여 표창한 표창자 명단에도 들어 있다.
위원군수로 재직 중이던 1933년에 일본 정부로부터 훈6등 서보장을 수여받는 등 1935년을 기준으로 종6위 훈6등에 서위되어 있었다. 이후 녕변군 군수로 이동하였으며, 녕변군수이던 1940년에 정6위 훈5등에 올라 있었던 것이 마지막으로 확인되는 행적이다.
2008년에 민족문제연구소가 친일인명사전 편찬을 위해 선정한 친일인명사전 수록예정자 명단 중 관료 부문, 2009년 친일반민족행위진상규명위원회가 발표한 친일반민족행위 705인 명단에 포함되었다.

## 참고자료
- 박기환(朴基煥) - 국사편찬위원회